# ×Conyzigeron huelsenii
Conyzigeron huelsenii là một loài thực vật có hoa trong họ Cúc. Loài này được (Vatke) Rauschert mô tả khoa học đầu tiên năm 1973.